# Detector de humo

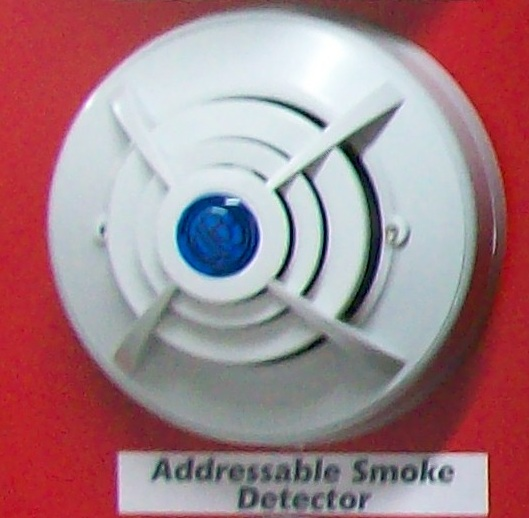
Detector óptico de humo con certificado EN 54-7.

Un detector de humo es una alarma que detecta la presencia de humo en el aire y emite una señal acústica avisando del peligro de incendio. Atendiendo al método de detección que usan pueden ser de varios tipos:
- Detectores iónicos: utilizados para la detección de gases y humos de combustión que no son visibles a simple vista.
- Detectores ópticos: detectan los humos visibles mediante la absorción o difusión de la luz.

Cuando el aparato se encuentra conectado con una central que activa las alarmas visuales o sonoras se denomina «detector de humo». En cambio, un aparato individual que recibe su energía a través de baterías y que actúa de forma independiente de una central se denomina «alarma de humo».

## Historia
En 1902 George Andrew Darby, ingeniero electricista de Birmingham, Inglaterra, patentó el «indicador eléctrico de calor y la alarma de incendios». El aparato indicaba cualquier cambio de temperatura en el lugar en donde estaba colocado. Funcionaba mediante un circuito eléctrico que se cerraba si la temperatura superaba un límite, haciendo sonar una alarma. Básicamente es el principio de funcionamiento de los termostatos. Mediante mejoras sucesivas del diseño se llegó a los actuales detectores de humo.
En la actualidad, es posible encontrar detectores de humo que incluyen un detector de monóxido de carbono (CO).

## Tipos

### Detector óptico/fotoeléctrico

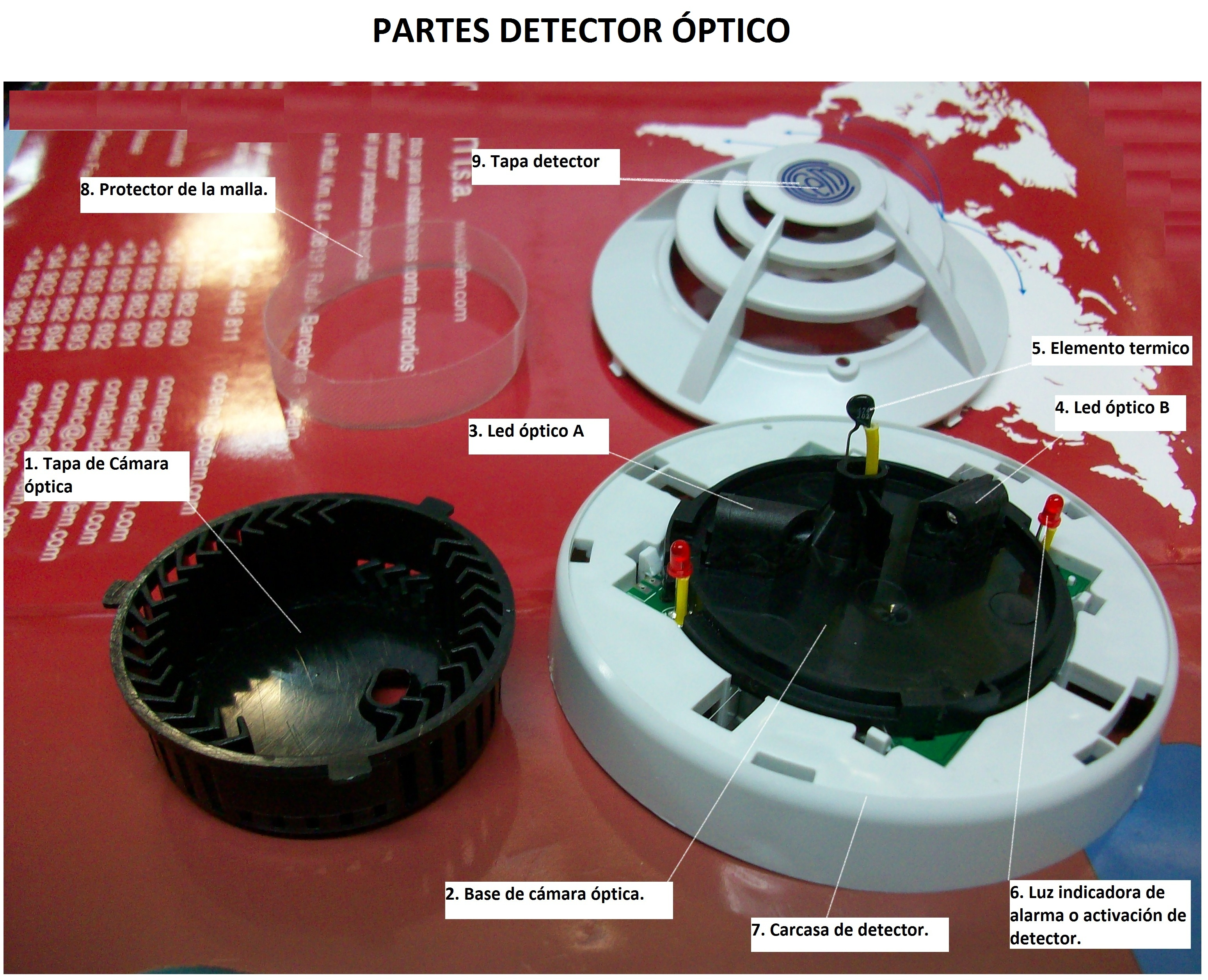
Partes del detector óptico/fotoeléctrico.

Pueden ser de tres tipos, según detecten el humo por oscurecimiento o por dispersión del aire en un espacio.
- De rayo infrarrojo: están compuestos por un dispositivo emisor y otro receptor. Cuando se oscurece el espacio entre ellos debido al humo, solo una fracción de la luz emitida alcanza al receptor, provocando que la señal eléctrica producida por éste sea más débil y se active la alarma.
- De tipo puntual: en ellos, emisor y receptor se encuentran alojados en la misma cámara, pero no se ven al formar sus ejes un ángulo mayor de 90° y estar separados por una pantalla, de manera que el rayo emitido no alcanza el receptor. Cuando entra humo en la cámara, el haz de luz emitido se refleja en las partículas de humo y puede alcanzar al receptor, activándose la alarma. Es la tecnología más utilizada en la actualidad.
- De láser: detectan oscurecimiento de una cámara de aglutinación con tecnología láser.

Además, dentro de los detectores ópticos/fotoeléctricos, hay dos tipos de tecnologías: detectores análogos y detectores digitales (estas tecnologías se encuentra en los sistemas convencionales y direccionables).
Detector óptico convencional: este detector tiene la tecnología más sencilla. Está calibrado con resistencias electrónicas. No tiene ningún software dentro del dispositivo para hacer verificaciones. No está diseñado para verificar si realmente es humo o si es polvo o suciedad. Este sistema, cuando alcanza los parámetros de opacidad, se activa.
Detector óptico digital y direccionable: este detector incluye un pequeño software que, mediante cálculos matemáticos, verifica con varias variables si es humo o suciedad, realizando una auto-verificación antes de activarse y enviar la señal al panel de control.

### Detector iónico
Este tipo de detector es más barato que el óptico y puede detectar partículas que son demasiado pequeñas para influir en la luz.
La cámara de ionización de estas alarmas contiene una ínfima cantidad (menos de 1 microgramo) de americio-241 (241Am), que emite radiación alfa. Este isótopo radioactivo emite partículas alfa (núcleos de helio de alta energía) durante siglos. Debido a la gran capacidad de ionizar el aire de las partículas alfa, solo una hoja de papel o unos 7 cm de aire son suficientes para absorberlas.
La radiación pasa a través de una cámara abierta al aire en la que se encuentran dos electrodos, permitiendo una pequeña y constante corriente eléctrica. Si entra humo en esa cámara se reduce la ionización del aire y la corriente disminuye o incluso se interrumpe, con lo que se activa la alarma.
Cuando el humo entra en la cámara de ionización, las partículas alfa quedan prácticamente inmovilizadas por los productos de la combustión, disminuyendo notablemente la corriente eléctrica.
El funcionamiento de estos detectores se basa en la disminución de la conductividad del aire. Una cámara del detector permite el contacto entre el Americio y el ambiente. Dicho aire es ionizado por la presencia de partículas alfa provenientes de la desintegración de los núcleos de 241Am y se vuelve, por tanto, conductor, cerrando así un circuito. La presencia de otras partículas no ionizadas reduce la conductividad dentro de la cámara, interrumpe el circuito, y permite que suene la alarma. Cabe destacar que la cantidad de Americio presente en estos detectores no pone en peligro la salud de los inquilinos. A pesar de que se prohíba su comercialización el hecho de tener uno instalado no significa incurrir en un delito. Estas alarmas fueron retiradas del mercado debido a que su gestión como residuos era especial y más cara de lo normal.

## Detector fotoeléctrico inalámbrico

### Detectores inalámbricos en Estados Unidos
En los Estados Unidos se comercializan alarmas fotoeléctricas autónomas con baterías para uso doméstico. La responsabilidad total esta en el dueño de la vivienda y la verificación debe hacerla frecuentemente. 
Los fabricantes recomiendan verificar este tipo de alarma cada seis meses.
Algunas alarmas inalámbricas tienen un botón para verificar que las baterías activan la alerta.
Estos detectores deben cumplir con la normativa UL 217.

### Detectores inalámbricos en la Unión Europea
En la Unión Europea se comercializan detectores fotoeléctricos con baterías para uso doméstico únicamente para informar a sus ocupantes en caso de incendio. Es responsabilidad de sus ocupantes verificar el estado de la batería por lo menos una vez al año.
Estos detectores deben cumplir con la normativa EN 14604.

## Normativa

### Detectores De Humo según norma Internacional
El estándar de fabricación internacional para los detector de humo es ISO 7240-7

### Detectores De Humo En Estados Unidos
En la normativa de Estados Unidos el detector de humo se fabrica siguiendo el estándar de fabricación UL268

### Detectores De Humo En la Unión Europea
En la normativa de la Unión Europea el detector de humo se fabrica siguiendo el estándar de fabricación EN 54 parte 7
El Comité Europeo de Normalización.(CEN) ha estado desarrollando los estándares europeos para el libre movimiento de mercancías en los países de la U. E..

### Cobertura de Detectores fotoeléctricos según normativa EN54 (m²)
| Superficie del local (m²) | Tipo de Detector            | Altura del local (m) | Pendiente ≤20º | Pendiente ≤20º | Pendiente >20º | Pendiente >20º |
| ------------------------- | --------------------------- | -------------------- | -------------- | -------------- | -------------- | -------------- |
| Superficie del local (m²) | Tipo de Detector            | Altura del local (m) | Sv(m²)         | Dmáx (m)       | Sv (m²)        | Dmáx(m)        |
| SL ≤80                    | EN54-7                      | ≤12                  | 80             | 6,6            | 80             | 8,2            |
| SL >80                    | EN54-7                      | ≤6                   | 60             | 5,7            | 90             | 8,7            |
| SL >80                    |                             | 6< h ≤ 12            | 80             | 6,6            | 110            | 9,6            |
| SL ≤30                    | EN54-5 Clase A1             | ≤7,5                 | 30             | 4,4            | 30             | 5,7            |
| SL ≤30                    | EN54-5, Clase A2,B,C,D,F,G  | ≤ 6                  | 30             | 4,4            | 30             | 5,7            |
| SL >30                    | EN54-5 Clase A1             | ≤7,5                 | 20             | 3,5            | 40             | 6,5            |
| SL >30                    | EN54-5 Clase A2,B,C,D,E,F,G | ≤6                   | 20             | 3,5            | 40             | 6,5            |

- EN54-7, Corresponde al detector fotoeléctrico /humo.
- EN54-5, Corresponde al detector térmico /temperatura.
- SL = Superficie local.
- Sv(m²) = Superficie máxima que puede proteger un detector.
- Dmáx (m) = Distancia Máxima (Radio de la circunferencia desde el punto de ubicación del detector).

- La información en negrita es la información estándar del cubrimiento del detector. El detector fotoeléctrico cubre 60 m² y el detector de temperatura 20 m². La altura desde el suelo también es importante en la instalación de los detectores.[2]

## Certificado de Tercera parte o Laboratorio independiente
Todos los productos de detección de incendio deben ser aprobados por un laboratorio de tercera parte o laboratorio independiente que asegure la seguridad mínima para estos productos que están diseñados para salvar vidas.
El certificado de tercera parte asegura que el fabricante cumplió con los requisitos de fabricación del producto y tiene un plan de gestión que asegure que todos los productos fabricados son fabricados con la misma calidad.
Hay varios laboratorios de tercera parte reconocidos a nivel mundial.

## Estándar de Diseño, Instalación, Puesta en Marcha y Mantenimiento de sistemas de detección de Incendio
Los detectores deben ser instalados siguiendo las normativas de instalación de cada país.
las normas de instalación más conocidas a nivel mundial son, 
- ISO 7240-14, normativa Internacional.
- NFPA 72, normativa de Estados Unidos.
- TS EN 54 -14 normativa de la Unión Europea.

Sin embargo, En cada país o región los requisitos mínimos pueden varias según la normativa local.
Aquí hay algunos de los laboratorios de tercera parte que acreditan a los fabricantes de detectores de humo,
- AENOR
- AFNOR
- APPLUS
- FM
- INTERTEK
- LPCB
- VDS
- UL

## Mantenimiento
Los sistemas de detección de incendio requieren mantenimiento.
Los detectores fotoeléctricos se consideran los elementos que más necesitan mantenimiento en el sistema de detección de incendios. El detector fotoeléctrico está diseñado para detectar el humo dentro de una cámara con uno o dos ledes ópticos que informan cuando hay humo. El problema con este tipo de detector es que el polvo o suciedad pueden llegar a leerse como humo, creado falsas alarmas. Por esta razón hay que hacer un plan de mantenimiento para limpiar las cámaras de los detectores fotoeléctricos para mantenerlas limpias y evitar falsas alarmas en el sistema.
Actualmente los sistemas direccionables pueden variar la sensibilidad del detector y se puede leer el porcentaje de suciedad de cada detector en el panel de incendio, ayudando a minimizar las falsas alarmas.